# Önrun
Önrun är ett fjäll nära Åkersjön i Offerdals socken i Krokoms kommun, Jämtland. 
Fjället är en viktig del av Åkersjöns vinterturism, då man preparerat delar av fjället för utförsåkning samt utnyttjar Önruns rygg för skoterleder och leder för skidåkning.  
Önruns Fjällstation är belägen 856 m ö.h.. På sommaren kan man färdas på bilväg upp till just under trädgränsen och gå resterande sträcka till fjällstationen.